# HMS Unicorn (1824)

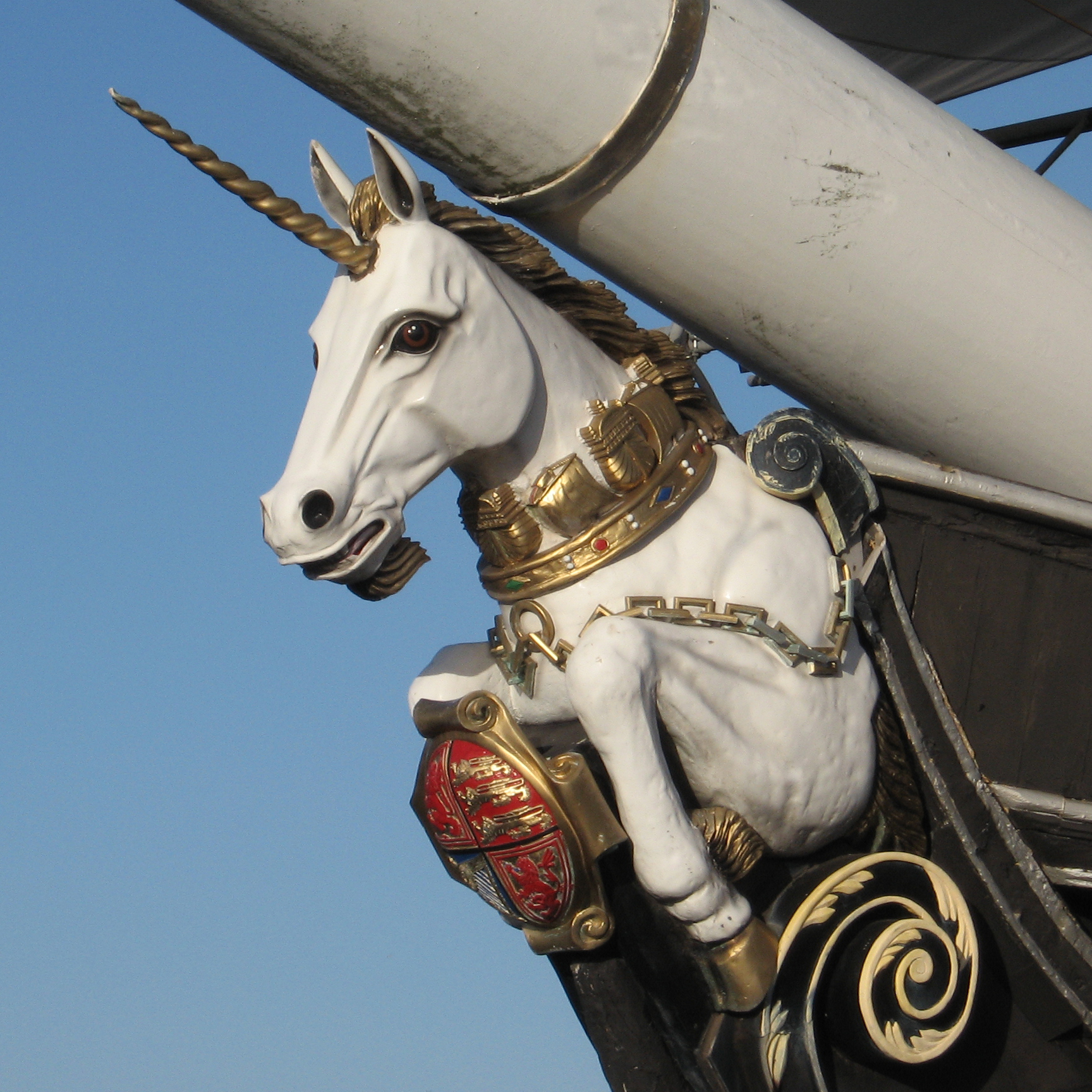
Galion okrętu

HMS Unicorn – brytyjska fregata z XIX wieku, należąca do typu Leda. Obecnie okręt muzeum w Dundee w Szkocji.

## Historia
Okręt należał do bardzo udanego typu fregat Leda. Były to kopie francuskiej fregaty „Hébé” przejętej przez brytyjski okręt HMS „Rainbow” 2 września 1782 roku i na tyle wysoko ocenionej przez admiralicję Royal Navy, że postanowiono wybudować własne okręty w oparciu o jej konstrukcję. „Unicorn” został wybudowany w stoczni Chatham Dockyard w Chatham, projektantem okrętu był sir Robert Seppings. Okręt został zwodowany w 1824 roku. W owym okresie brytyjska marynarka wojenna nie prowadziła żadnych wojen, więc nie widziano potrzeby wprowadzania okrętu do aktywnej służby. Nie zamontowano na ukończonym kadłubie masztów, a sam kadłub pokryto dachem i przesunięto do rezerwy. Przez następne 140 lat „Unicorn” pełnił rolę hulku. W latach 1857–1862 był pływającym magazynem prochu w Woolwich. W 1873 roku okręt został przeholowany do Dundee i był tam hulkiem mieszkalnym. W latach II wojny światowej zmieniono nazwę jednostki najpierw w 1939 roku na „Unicorn II” a w 1941 na „Cressy”, wiązało się to z wejściem do służby lotniskowca HMS „Unicorn”. W 1967 roku okręt przestał pełnić rolę mieszkalno-szkoleniową i Royal Navy postanowiła pozbyć się niepotrzebnej już jednostki z innej epoki. Powołano Towarzystwo, które w 1968 roku przejęło okręt na własność i postawiło sobie za cel odrestaurowanie fregaty i udostępnienie okrętu szerokiej publiczności. W 1972 roku „Unicorn” trafił do suchego doku, gdzie został odremontowany, a w 1976 roku na pokład weszli pierwsi zwiedzający. W odrestaurowanie okrętu i jego dzisiejsze utrzymywanie zaangażowana jest brytyjska rodzina królewska. W 2005 roku górny pokład okrętu został przykryty dachem.